# DECSI
 (mars 2017).
Pour l’article homonyme, voir Decsi.

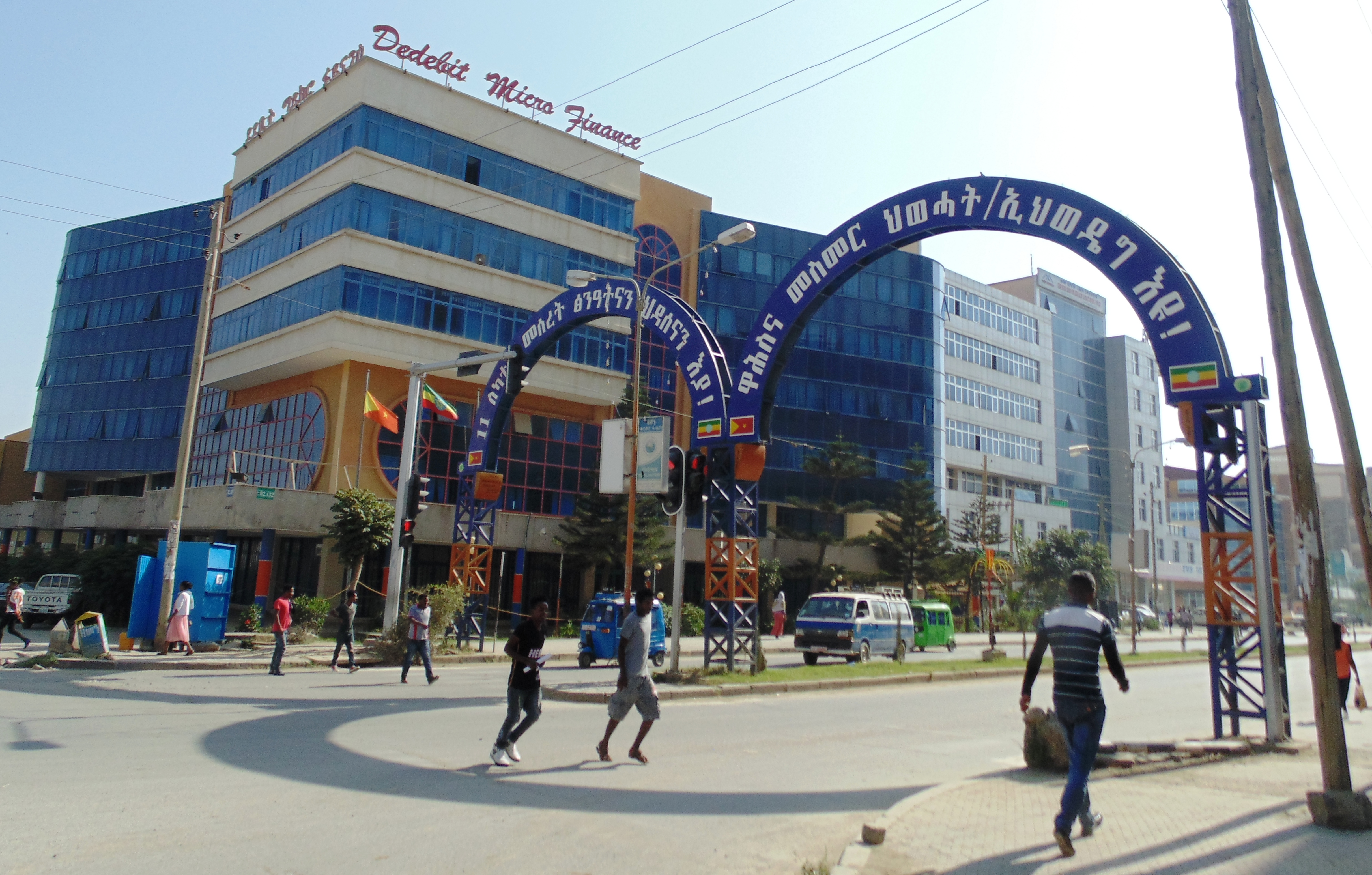
Bureau de la DECSI à Mek'ele

DECSI (Dedebit Credit and Savings Institution) est une institution de microfinance (IMF). Elle mène ses activités au Tigré, région septentrionale de l'Éthiopie. Elle compte plus de 460 000 clients et est considérée comme une des quatre plus grandes IMF d'Afrique.

## Historique
En 1993, REST (Relief Society of Tigray), la principale organisation non gouvernementale du Tigré, suscite une étude socio-économique sur la pauvreté en milieu rural. Le manque d'accès au crédit y apparaît comme l'une des entraves majeures à la réhabilitation de la région et à son développement. 
Un programme d'épargne et de crédit est mis sur pied afin de contribuer à l'augmentation de la production agricole, stimuler l'économie locale, réduire l'influence des usuriers et accroître les revenus des populations pauvres.
Les premières opérations débutent  en 1994 et l’organisation est légalement reconnue en 1996, dans le cadre de la première loi sur la microfinance en Éthiopie promulguée cette année. 
Lors de sa croissance DECSI a bénéficié des appuis financiers de NOVIB (Pays-Bas), Norvegian People's Aid et SOS Faim. 